# Gelecsényi Sára
Gelecsényi Sára (Budapest, 1954. november 1. – Budapest, 2019. szeptember 2.) magyar színésznő.

## Életpálya
1973-ban a zuglói I. István Gimnáziumban érettségizett. Érettségi után első nekifutásra felvették a Színművészeti Főiskolára. 1977-ben diplomázott. Kazimir Károly osztályában. 

„Négy csodálatos évet töltöttem ott. Nagyszerű tanárok tanítottak, szinte a föld felett lebegtem négy éven át boldog voltam. S ez a kezdet meghatározó volt a pályám során. – nyilatkozta 1989-ben a Pesti Műsorban.”

 Pályáját 1977-ben a Mikroszkóp Színpadon kezdte, Komlós János volt ekkor a színház vezetője. Számos tévéjátékban szerepelt. A Zsurzs Éva által rendezett Abigél c. népszerű filmsorozatban Szabó Anikót alakította. 1982-től a Thália Színház tagja volt. 1992-ben ismét a Mikroszkóp Színpadhoz szerződött. de ekkor már Sas József volt a színház igazgatója. Leggyakrabban kabaré jelenetekben szerepelt. Önállóan és Karsai Istvánnal is készített gyermekműsorokat. A Szeplős Pötyi című zenés gyerek előadást íróként is jegyzi. A Kormorán együttessel 1989-ben jelent meg kislemeze Hej, halihó...! - Kerek ez a világ címmel.

## Fontosabb színpadi szerepei
- Kazimir Károly: Szép asszonyok egy gazdag házban... Hótündér, negyedik feleség, azelőtt Hszi-men Csing házvezetőnője; Vu Ta lepényárus, Vu Szung bátyja
- Kazimir Károly: Petruska... Cigánylány
- Kazimir Károly – Jósfay György – Mihail Alekszandrovics Solohov: Emberi sorsok... Natasa
- Maurice Maeterlinck: A kék madár... Kék gyermek
- Kalevala (Finn népi eposz)... Lemminkejnen húga, Joukahajnen anyja
- A Papagáj meséi a hűtlen és hűséges asszonyokról – (Válogatás a szanszkrit irodalomból és a Mahabharátából)...szereplő
- Kell lenni valahol egy őshazának... szereplő
- Leltár miatt nyitva – Thália kabaré... Vermesné; Bella
- Békeffi István – Kazimir Károly – Kellér Andor: Bal négyes páholy... Blaha Lujza; Soldos Sári
- Iszaak Babel: Alkony... Klasa, állapotos fiatalasszony
- Pelle János: Casanova... Giulietta; Marietta
- Kertész Magda – Pongrácz Zsuzsa: Lelkiklinika... Bea
- Luigi Pirandello: Liolá és a lányok... Luzza
- George Bernard Shaw: Vissza Matuzsálemhez... Amarillis
- Armand Salacrou: Túl tisztességes hölgy... Josephine
- Georges Feydeau: A női szabó... Pomponette
- Csingiz Ajtmatov: Az első vadászat... Muzluk, a kislány
- Csingiz Ajtmatov: Az évszázadnál hosszabb ez a nap... szereplő
- Tankred Dorst: Mi lesz veled, emberke?... Else
- Hugo von Hofmannsthal: Akárki... Egy kisasszony
- Karol Wojtyła: Az aranyműves boltja... szereplő
- Vaszilij Suksin: Energikus emberek... szereplő
- Metta Victoria Victor: Egy komisz kölök naplója... Mili
- Tabi László: Pardon egy percre... szereplő
- Karinthy Ferenc Budapesti ez-az... szereplő
- Szép Ernő: Érzelmes üzletek... szereplő

Kabaréműsorok:
- 60. Szimfónia
- Fehér hajó
- Zsarukabaré
- Körmendi-kabaré
- Nyerünk vagy nyelünk
- Vigyázz NATO, jön a magyar!
- Kihajolni veszélyes
- Zsebrepacsi
- Türelmes zóna
- Leggyengébb láncszemek
- Ügynökök kíméljenek
- A tenor háza
- Ádám és EVA
- Magasztár?
- Hogy volt?
- Röhej az egész (kabaré, 2009)
- Akarsz róla beszélni? (kabaré, 2009)
- Balfék! Jobbra át! (kabaré, 2010)

Gyermekműsorai:
- Hej, halihó!
- Az égből pottyant nagyapa
- Szeplős Pötyi

## Filmek, tv
- Abigél (magyar romantikus kalandfilm sor., 1978)
- Ady-novellák (magyar tévéf., 1978)
- A fürdőigazgató (magyar tévéf., 1978)
- Félkész cirkusz (magyar tévéf., 1978)
- Érettségi bankett után (tv-játék 1978)
- Heltai Jenő: Naftalin (magyar tévéf., 1978)
- Lidérces álmok (magyar kisjátékf., 1978)
- Teréz (magyar tévéf., 1978)
- Használt koporsó (magyar tévéf., 1979)
- Kinek a törvénye? (magyar tévéf. dráma, 1979)
- A tönk meg a széle (magyar tévéf., 1982)
- Különös házasság (magyar tévéfilm sor., 1984)
- Szerelem száz háton (magyar vígjáték, 1984)
- Alkony (magyar tévéjáték, 1985)
- Eszterlánc (magyar tévéf., 1985)
- A költő visszatér (magyar tévéf., 1988)
- Semmelweis Ignácz - Az anyák megmentője (magyar-német-osztrák tévéf., 1989)
- Öregberény (magyar tévéfilm sor., 1993-1995)
- Kisváros (magyar tévéfilm sor., 1995)

## Lemezei
- Hej, halihó...! - Kerek ez a világ (gyermekműsor kislemez)
- Az égből pottyant nagyapa (kazetta)